# Vint-i-sis màrtirs de Nagasaki
Els vint-i-sis màrtirs de Nagasaki o màrtirs del Japó (日本二十六聖人, Nihon Nijūroku Seijin) són un grup de missioners catòlics al Japó, morts el 5 de febrer de 1597 a Nagasaki. Són venerats com a sants per l'Església catòlica, la d'Anglaterra i algunes esglésies luteranes.

## Història

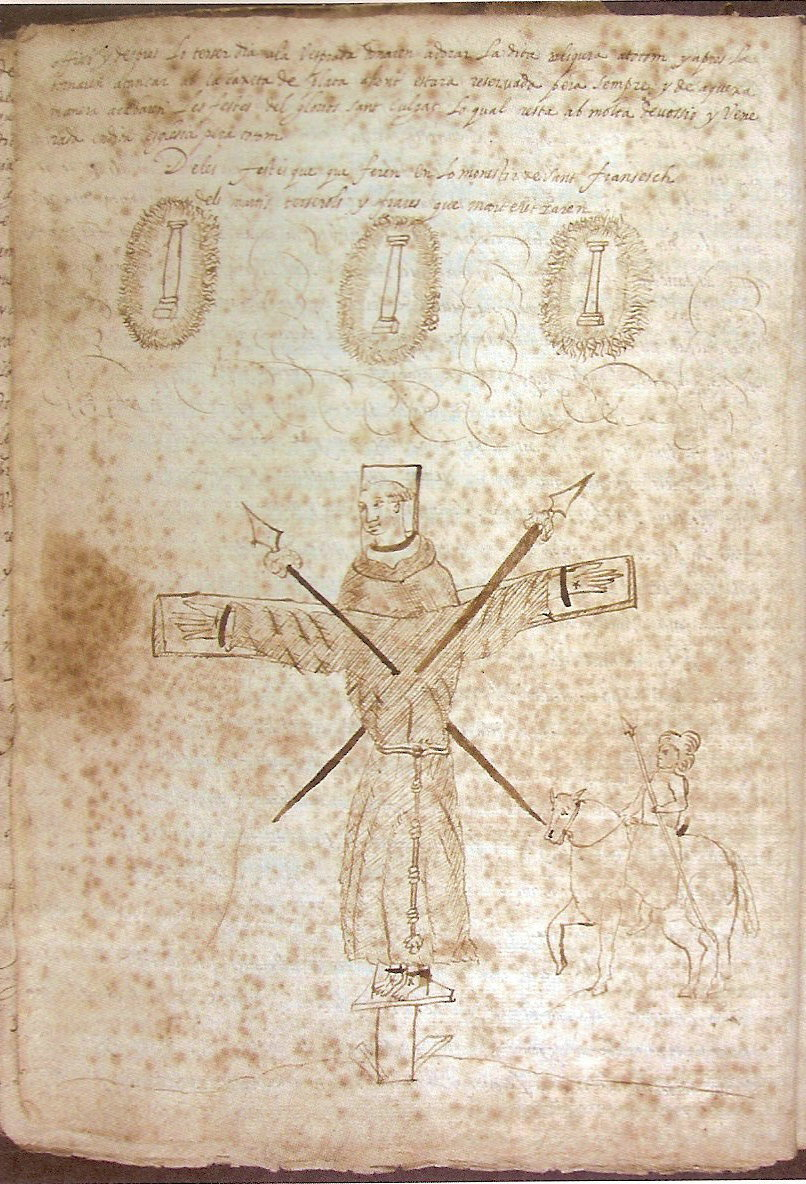
Dibuix de Miquel Parets del 1628 que recorda aquest martiri.

El 15 d'agost de 1549, els jesuïtes espanyols Francesc Xavier, Cosme de Torres i Juan Fernández arribaren a Kagoshima per començar-hi l'evangelització del Japó. El 29 de setembre, Francesc Xavier es reuní amb el dàimio Shimazu Takahisa, que consentí en crear-hi una missió, a més de garantir-li protecció, entre altres raons, per minvar el poder dels monjos budistes i fomentar les relacions comercials amb Espanya i Portugal.
Cap al final del segle xvi, la missió havia convertit al cristianisme prop de 300.000 japonesos, però les relacions entre les autoritats japoneses i les d'Espanya i Portugal no eren bones. Els shoguns havien vist que a les Filipines, els espanyols havien assolit el poder i es distanciaren dels catòlics.
El 5 de febrer de 1597 va tenir lloc la primera persecució, que portà a l'execució, a Nagasaki, de vint-i-sis cristians: sis missioners franciscans espanyols, tres jesuïtes japonesos i disset terciaris franciscans japonesos, entre ells tres joves. Foren crucificats i travessats, a la creu, amb dues llances, execució habitual al Japó.
Les persecucions continuaren esporàdicament, fent-se més intenses entre 1613 i 1632. El cristianisme fou prohibit i no se'n podia fer proselitisme sota pena de mort.

## Veneració
El conjunt dels 26 màrtirs fou canonitzat el 8 de juny de 1862 per Pius IX Figuren al martirologi romà com a Sant Pau Miki i companys màrtirs, destacant-ne el jesuïta japonès. Com que el 5 de febrer era el dia de Santa Àgata de Catània, es trià com a festivitat litúrgica el 6 de febrer.

## Els 26 màrtirs
1. Francesc o Adaucte, fuster de Kioto.
2. Cosme Takeya, espaser d'Owari, que ajudava als franciscans d'Osaka.
3. Pere Sukejiro, jove de Kioto, enviat pel superior Organtino per ajudar els presoners.
4. Miquel Kozaki (Ise, 1551), fabricant d'arcs i fletxes, que ajudà els missioners a construir esglésies a Kioto i Osaka.
5. Dídac Kisai (Okayama, 1533), coadjutor, hostatger de la missió jesuïta d'Osaka.
6. Pau Miki (Tsunokuni, 1564), fill del capità Handayu Miki i educat al seminari d'Azuchi i Takatsuki, i sacerdot i predicador jesuïta.
7. Pau Ibaraki (Owari), antic samurai, terciari franciscà i fabricant de sake.
8. Joan de Soan de Gotoo (Gotoo, 1578), fill de cristians i jesuïta a Osaka.
9. Lluís Ibaraki (Owari, 1585), nebot de Pau Ibaraki i Lleó Karasumaro.
10. Antoni Deynan (Nagasaki, 1584), educat entre jesuïtes i franciscans a Nagasaki i Kioto.
11. Pedro Bautista (San Esteban del Valle, Àvila, 1549), ambaixador d'Espanya i comissari dels franciscans.
12. Martín de la Ascensión (Guipúscoa, 1567), franciscà i predicador a Osaka.
13. Felip de Jesús, o de las Casas (Mèxic, 1573).
14. Gonçalo Garcia (Vasei, Índia, 1557), mercader a Macau i germà llec franciscà. Pintura del s. XVII amb el martiri de Nagasaki.

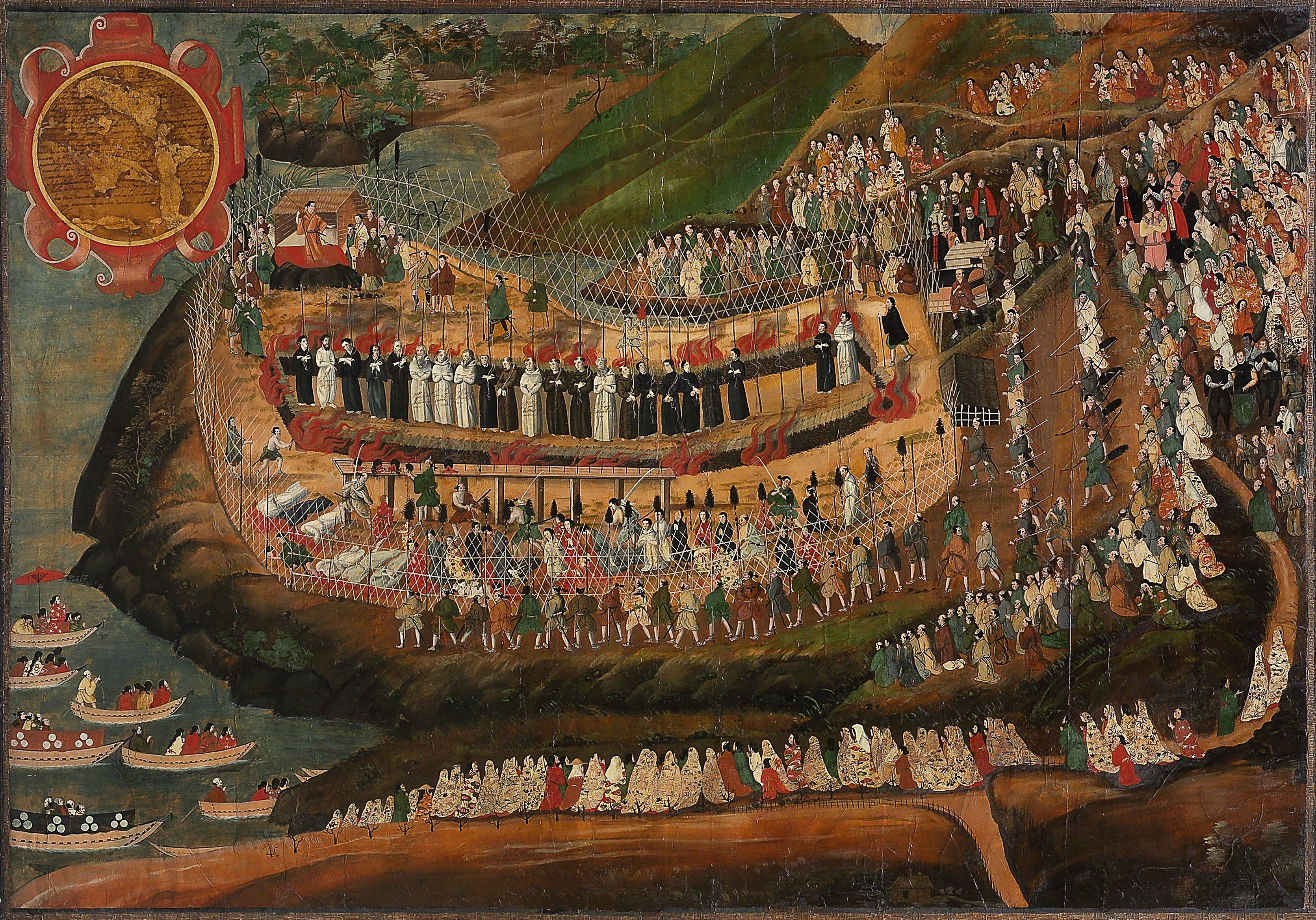
Pintura del s. XVII amb el martiri de Nagasaki.

15. Francisco Blanco (Monterrei, Ourense), franciscà.
16. Francisco de San Miguel (La Parrilla, Valladolid, 1544), franciscà.
17. Maties, que s'oferí al martiri substituint una altra persona que els soldats buscaven.
18. Lleó Karasumaru (Owari), germà de Pau Ibaraki i antic monjo budista; col·laborador dels franciscans.
19. Ventura, llec franciscà.
20. Tomàs Kozaki (Ise, 1583), llec franciscà a Osaka.
21. Joaquim Sakakibara (Osaka, 1557), ajudà a construir el convent franciscà d'Osaka, on fou cuiner.
22. Francesc (Kioto, 1549), metge i llec franciscà.
23. Tomàs Dangui, boticari i llec franciscà a Osaka.
24. Joan Kinuya (Kioto, 1569), seder i llec franciscà.
25. Gabriel (Ise, 1578), catequista franciscà.
26. Pau Suzuki (Owarai, 1548), catequista franciscà i responsable de l'hospital de S. Josep de Kioto.